# Milan Nešić
Milan Nešić – inżynier, profesor Uniwersytetu Belgradzkiego, kierownik chóru „Obilić”, prezes Ligi Jugosłowiańsko-Polskiej.
W 1937 został odznaczony Orderem Odrodzenia Polski.